# Winslow, Illinois
Winslow är en by i Stephenson County i den amerikanska delstaten Illinois med en folkmängd, som uppgår till 345 invånare (2000). Den har enligt United States Census Bureau en area på 1 km².